# Tepe Sialk

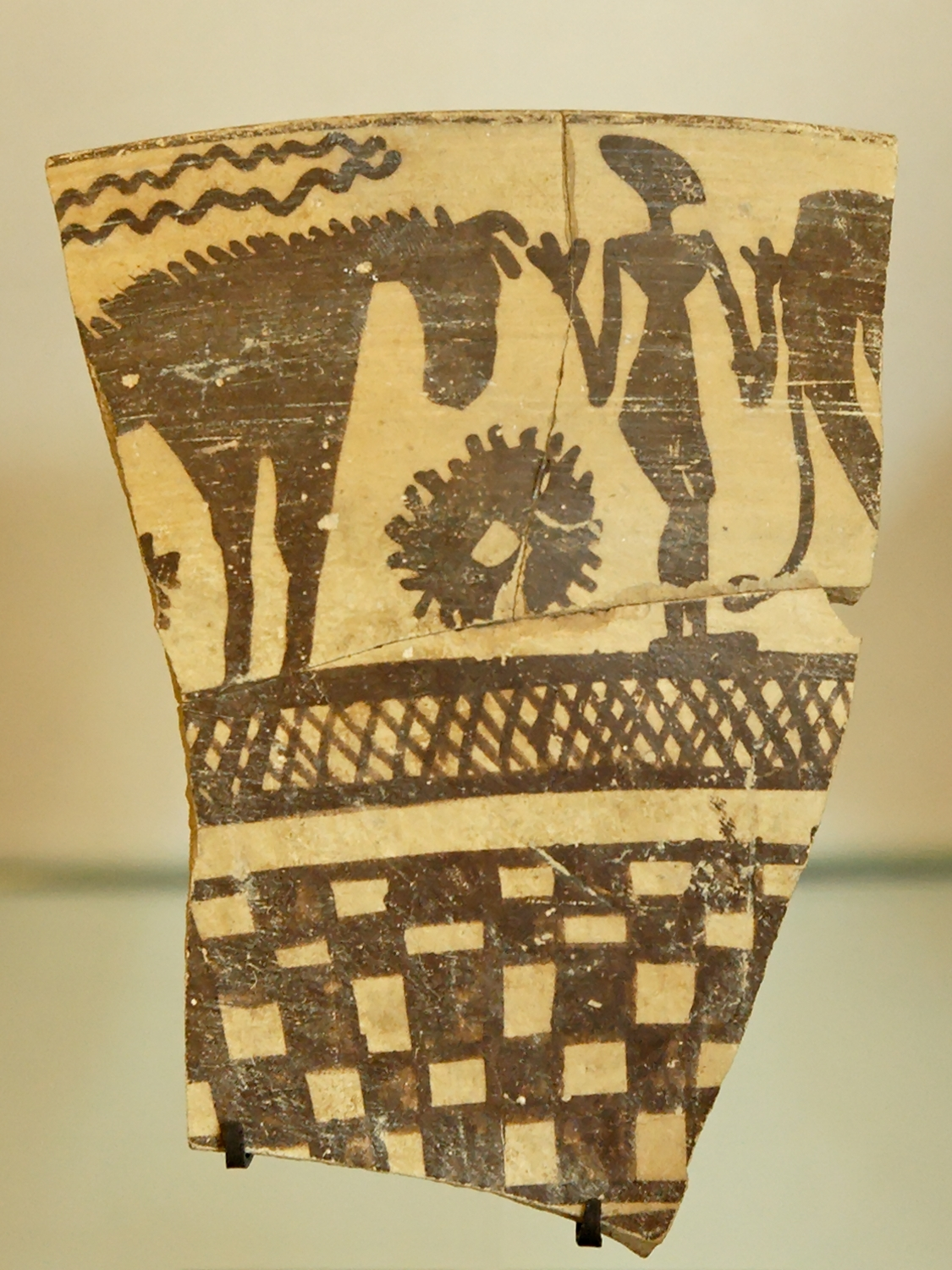
Scherf uit Tepe Sialk III (Louvre)

Tepe Sialk is de naam van een archeologische opgraving bij de Iraanse stad Kashan.

## Opgravingen
De eerste opgravingen, geleid door Roman Ghirshman, vonden plaats in 1933, 1934 en 1937. Deze waren belangrijk, omdat de chronologie van de periode vóór de Bronstijd hier voor het eerst kon worden vastgesteld. Zeventig jaar later leidde de Iraanse archeoloog Sadegh Malek Shahmirzadi het Sialk Reconsideration Project (1999-2004) en werd de ziggoerat geïdentificeerd.

## Zes perioden
Tepe Sialk bestaat uit twee heuvels, waarin zes bewoningsfasen zijn aan te wijzen:
- Tepe Sialk I: een primitieve landbouwersnederzetting in de noordelijke heuvel, met eenvoudige koperbewerkingstechniek
- Tepe Sialk II: een voortzetting van de vorige nederzetting, maar met een geavanceerder metaaltechniek (tweede helft vijfde millennium)
- Tepe Sialk III: aan het begin van het vierde millennium migreert de bevolking naar de zuidelijke heuvel; schitterend aardewerk
- Tepe Sialk IV: eerste helft derde millennium; Bronstijd; handelscontacten met de Perzische Golf; ziggoerat uit de 29e eeuw; de stad wordt rond 2500 v.Chr. verlaten
- Tepe Sialk V: rond 1200 v.Chr. komen er nieuwe bewoners, die het ijzer kunnen bewerken; ze vestigen zich op de ruïne van de ziggoerat en bouwen daar een versterkt paleis; de heuvel wordt omgeven door een muur; grafveld ten zuiden van de stad
- Tepe Sialk VI: omstreeks 900 v.Chr. nemen Iraanssprekende immigranten de stad over en blijven er wonen; nieuw grafveld ten westen van de stad

De stad is aan het begin van de achtste eeuw door mensenhanden verwoest.